# Улица Кипсалас
Улица Ки́псалас (латыш. Ķīpsalas iela) — улица в Курземском районе города Риги, в историческом районе Кипсала. Пролегает в направлении с юга на север, от улицы Кришьяня Валдемара до пересечения с улицей Кайю, продолжаясь далее как улица Звейниеку.

## История
Улица впервые упоминается в 1902 году под названием Эзельская улица (нем. Oeselhöfsche (Oeseler) Strasse, латыш. Samu (Sāmsalas) iela) — по названию крупнейшего острова Эстонии Сааремаа (историческое название Эзель). Нынешнее название — в честь острова Кипсала, на котором проложена — присвоено улице в 1923 году. В годы немецкой оккупации (1942—1944) было ненадолго восстановлено наименование Oeseler Strasse (Sāmsalas iela); других переименований не было.
По состоянию на 1940 год, на улице Кипсалас был пронумерован и застроен только один участок (№ 4).
Капитально реконструирована в 1970-е годы, с этого времени является центральной транспортной артерией Кипсалы.

## Транспорт
Длина улицы Кипсалас составляет 786 метров. На всём протяжении асфальтирована, имеет две полосы движения для автотранспорта и выделенные полосы для велосипедистов по обеим сторонам проезжей части (обустроены в июне 2021 года). По обеим сторонам устроены пешеходные тротуары.
По всей длине улицы проходит маршрут городского автобуса № 57.

## Застройка
- Дом № 2 — гостиница «Riga Islande Hotel»[5].
- Дом № 5 — плавательный бассейн Рижского технического университета (1973—1988, архитекторы Карлис Алкснис, Марита Зариня, инженер В. Городянский).
- Дом № 6, 6A, 6B — учебные корпуса РТУ (1975, архитектор Дайна Даннеберга[6], институт «Латгипрогорстрой»); реновированы в 2017–2022 годах.
- Дом № 8 — Международный выставочный центр «Кипсала»[7].
- Дома № 9—39 — квартал из 16 трёхэтажных рядных домов «Ķīpsalas ligzda» (2001, архитектор Юрис Пога)[8].

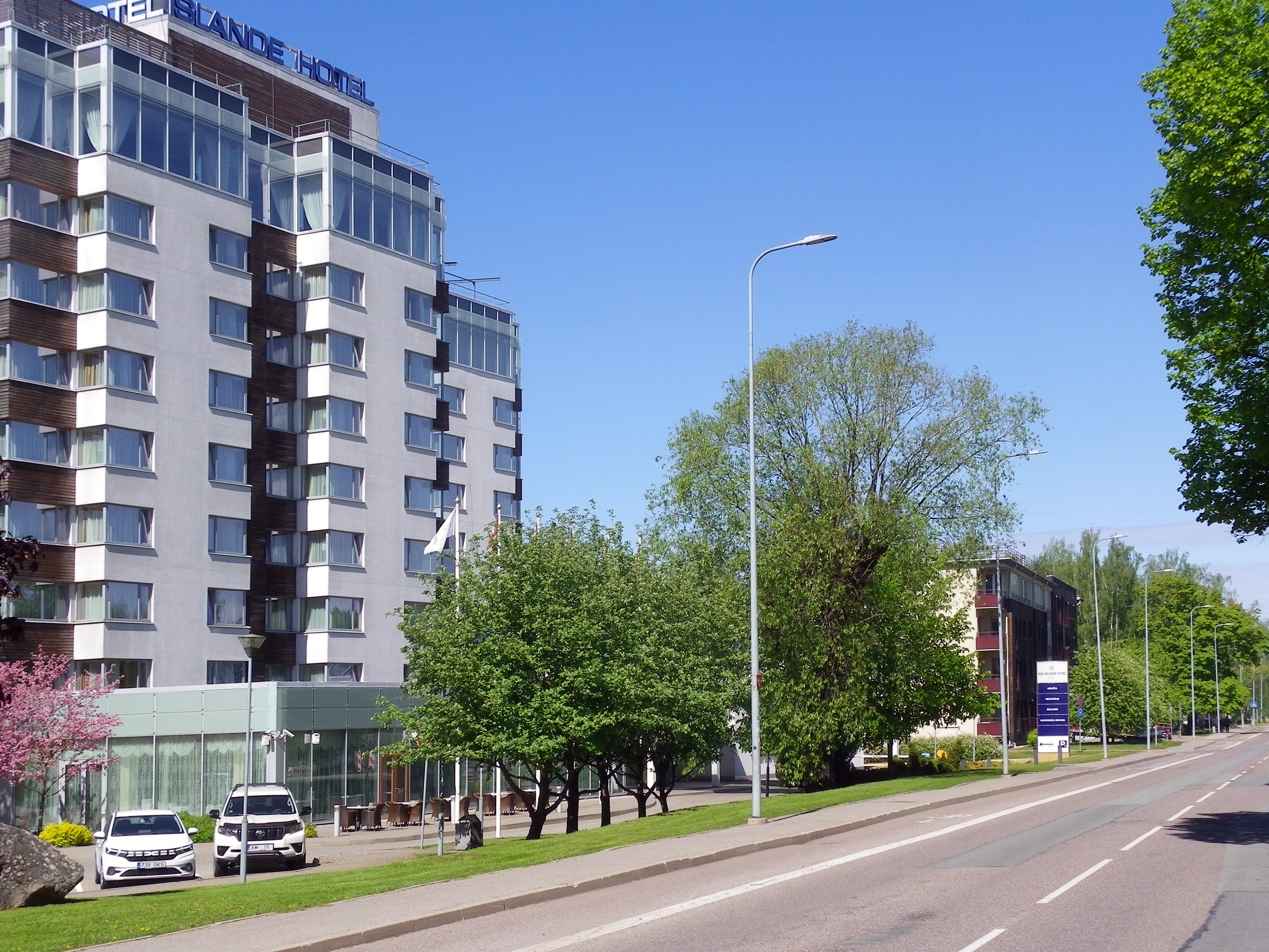
Улица у отеля «Islande»
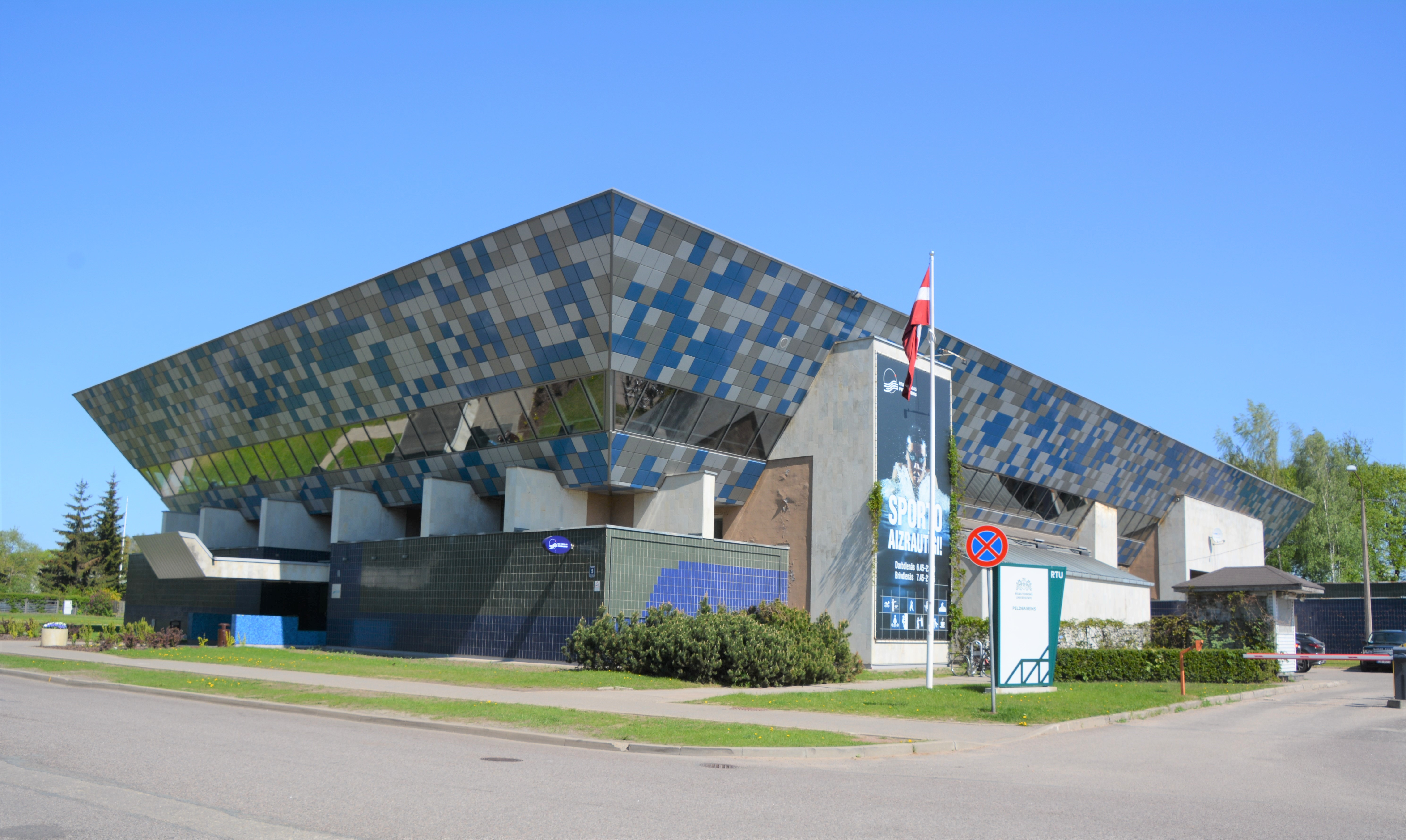
Плавательный бассейн
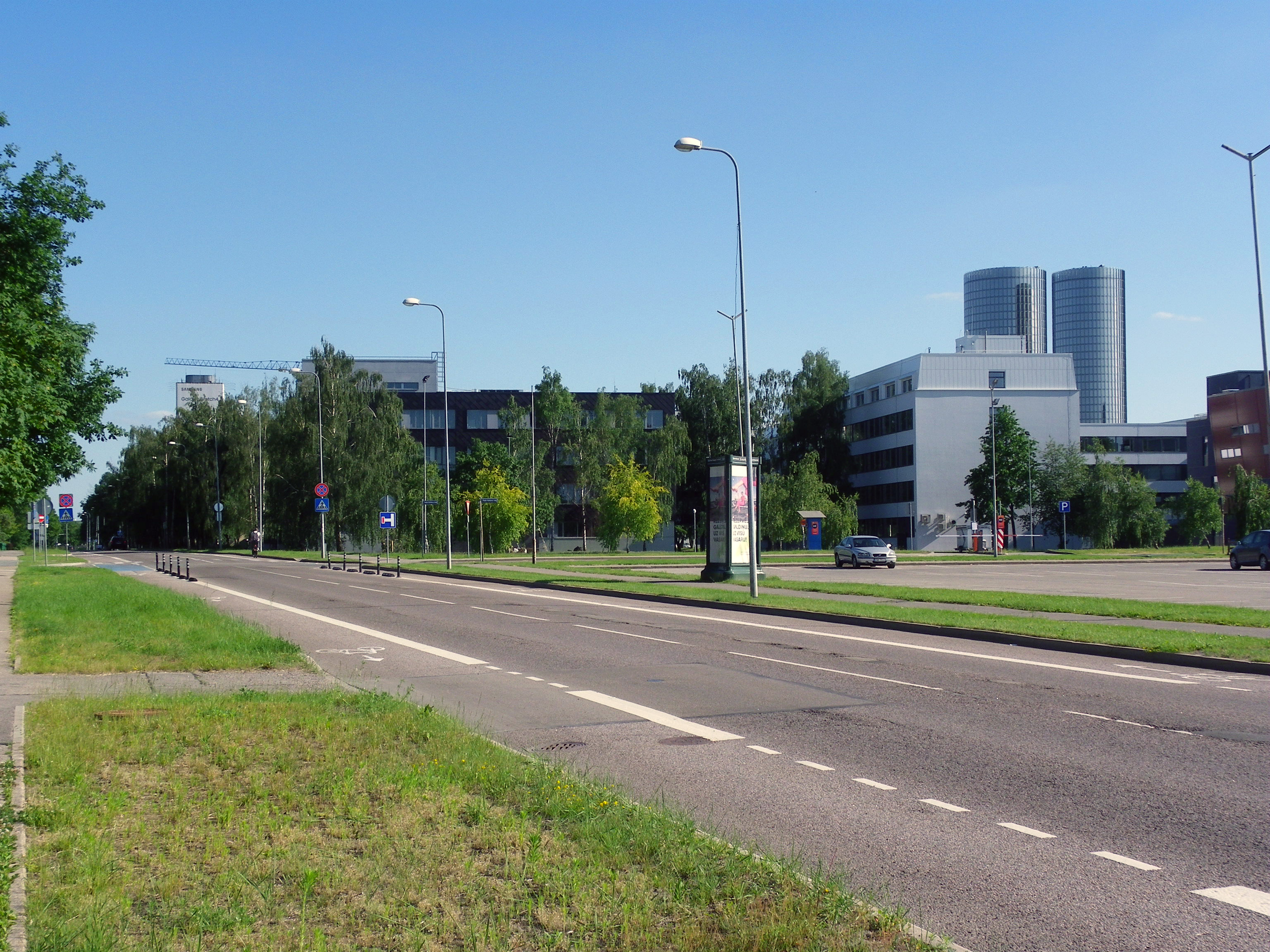
Корпуса РТУ
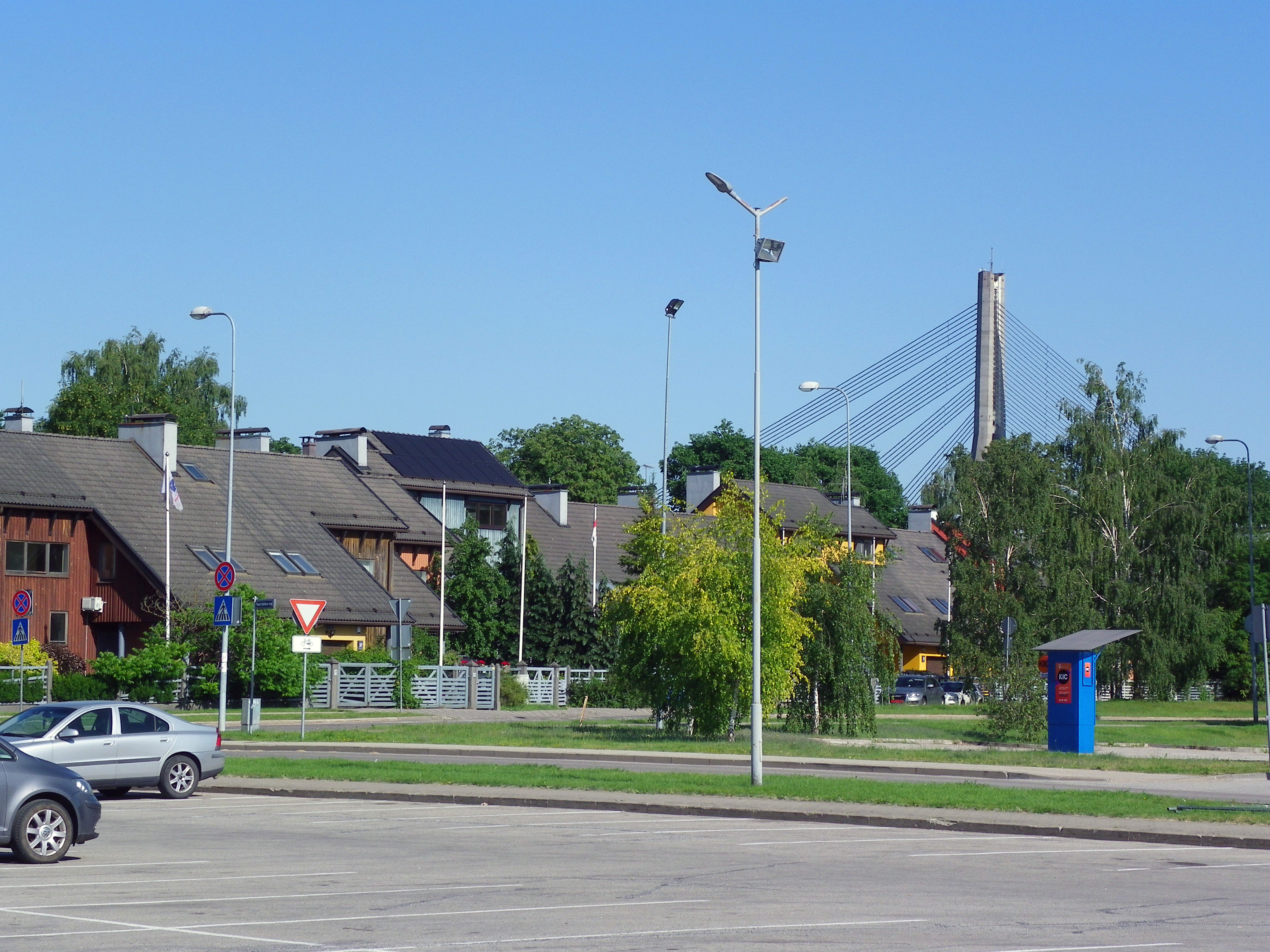
Рядные дома на ул. Кипсалас

## Прилегающие улицы
Улица Кипсалас пересекается со следующими улицами:
- улица Кришьяня Валдемара
- улица Азенес
- улица Паула Валдена
- улица Самсалас
- улица Кайю
- улица Звейниеку